# Quatorze points de Jinnah

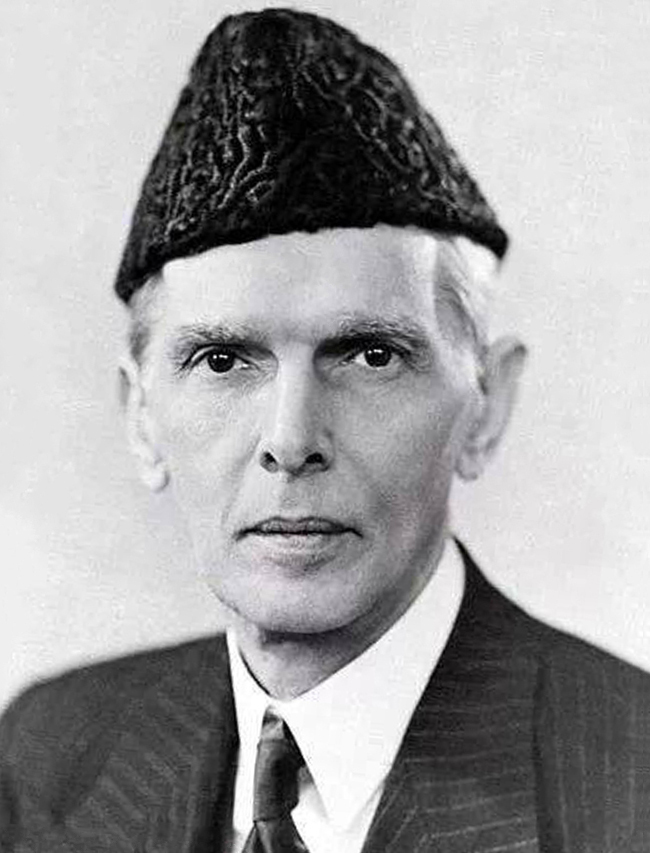
Muhammad Ali Jinnah en 1945.

Les « quatorze points de Jinnah » (en ourdou : جناح کے چودہ نکات) sont des propositions constitutionnelles formulées par le meneur musulman indien Muhammad Ali Jinnah pour résoudre les problèmes de gouvernances au sein du Raj britannique et arbitrer entre les différentes communautés. Elles sont annoncées par Jinnah en mars 1929 et sont une contre-proposition au rapport de Jawaharlal Nehru de 1928. 
Les mesures constitutionnelles prévoient de conserver l'unité de l'Inde, en échange d'une forte fédéralisation, d'une autonomie de la communauté musulmane et de nombreux quotas de représentation pour cette minorité religieuse. Jinnah demande notamment un minimum d'un tiers de musulmans dans les représentations nationales et le gouvernement central. Elles sont rejetées par les meneurs hindous, à l'instar de Nehru qui les qualifie de « ridicules ».
Bien que rejetées, les propositions ont contribué à souder les musulmans d'Inde autour de la Ligue musulmane et donc du Mouvement pour le Pakistan, qui aboutira à l'indépendance du pays en 1947.